# 九州ジュニアグランプリ
九州ジュニアグランプリ（きゅうしゅうジュニアグランプリ）は荒尾競馬場で行われていた競馬の重賞競走（平地競走）である。正式名称は「スポーツニッポン杯 九州ジュニアグランプリ」、スポーツニッポン新聞社が優勝杯を提供していた。荒尾競馬場の廃止に伴い2011年をもって廃止となった。

## 概要
1973年に創設された3歳馬（馬齢は旧表記）混合による3歳優駿を前身とし、1977年にサラブレッド系に限定されサラブレッド系3歳優駿に改称。1980年に回次を付して新たに第1回として行われ、2001年には馬齢表記の変更に伴い競走名を九州ジュニアグランプリに変更された。
出走条件は創設当初は荒尾競馬場所属馬限定であったが、2001年以降は九州地方（佐賀・荒尾）交流競走となった。

距離はダート1500mで固定されていたが、2003年に限りダート2000mで行われた。
長らく12月に行われていた競走であるが、2007年は10月13日に行われており、1着馬には佐賀競馬場で行われる九州ジュニアチャンピオンの優先出走権が与えられた。またトライアル競走として若駒特別が行われた。
歴代優勝馬には南関東公営競馬（大井）に移籍して東京盃を優勝したオサイチテユーダ、2002年の九州三冠馬カシノオウサマ、オグリキャップ産駒唯一の重賞優勝馬であるフルミネートなどがいる。
2008年からは2歳重賞シリーズの未来優駿に選定され、1着賞金額を当初の60万円から250万円に増額した。
2011年、経営難による荒尾競馬場の廃止に伴い本年度の競走をもって廃止となった。

## 歴代優勝馬
| 回数   | 施行日         | 優勝馬             | 性齢 | 所属 | タイム   | 優勝騎手   | 管理調教師 |
| ------ | -------------- | ------------------ | ---- | ---- | -------- | ---------- | ---------- |
| 第1回  | 1980年12月21日 | フラワーセブン     | 牝3  | 荒尾 | 1分41秒1 | 上田憲信   | 江島松二   |
| 第2回  | 1981年12月13日 | トシヒデセリカ     | 牝3  | 荒尾 | 1分41秒4 | 馬場義高   | 副島義弘   |
| 第3回  | 1982年12月19日 | ダメイオー         | 牡3  | 荒尾 | 1分39秒3 | 川上明人   | 吉永秀     |
| 第4回  | 1983年12月25日 | ヤナギエクスアロー | 牝3  | 荒尾 | 1分39秒3 | 矢ヶ部徹   | 中尾信一   |
| 第5回  | 1984年12月23日 | フアインバンド     | 牝3  | 荒尾 | 1分38秒8 | 牧野孝光   | 幣旗吉昭   |
| 第6回  | 1985年12月22日 | リユウエリカ       | 牝3  | 荒尾 | 1分39秒0 | 中島洋三   | 平山良一   |
| 第7回  | 1986年12月21日 | マルシゲマジヨ     | 牝3  | 荒尾 | 1分38秒4 | 橋本幸次郎 | 幣旗吉昭   |
| 第8回  | 1987年12月20日 | エクスペリメント   | 牡3  | 荒尾 | 1分42秒3 | 矢ヶ部徹   | 中尾信一   |
| 第9回  | 1988年12月18日 | ナカノユウシユン   | 牝3  | 荒尾 | 1分41秒4 | 川上明人   | 佐伯茂樹   |
| 第10回 | 1989年12月24日 | マルシゲライト     | 牡3  | 荒尾 | 1分41秒5 | 吉井浩和   | 幣旗吉昭   |
| 第11回 | 1990年12月23日 | シャインロッジ     | 牡3  | 荒尾 | 1分40秒2 | 矢ヶ部徹   | 副島義弘   |
| 第12回 | 1991年12月15日 | ザックメゾ         | 牡3  | 荒尾 | 1分38秒1 | 岩本清隆   | 待鳥武久   |
| 第13回 | 1992年12月20日 | ヤナギジャパン     | 牡3  | 荒尾 | 1分38秒9 | 矢ヶ部徹   | 中尾信一   |
| 第14回 | 1993年12月12日 | シグナルメリット   | 牝3  | 荒尾 | 1分42秒2 | 矢ヶ部徹   | 畑田修治   |
| 第15回 | 1994年12月18日 | トカチローリー     | 牝3  | 荒尾 | 1分42秒8 | 矢ヶ部徹   | 中尾信一   |
| 第16回 | 1995年12月24日 | ヒノデマジョルカ   | 牝3  | 荒尾 | 1分42秒4 | 古泉悟     | 副島義弘   |
| 第17回 | 1996年12月22日 | ヤナギコバン       | 牝3  | 荒尾 | 1分42秒4 | 古泉悟     | 中尾信一   |
| 第18回 | 1997年12月23日 | マツノアマゾン     | 牡3  | 荒尾 | 1分41秒9 | 高田大輔   | 宮本政晴   |
| 第19回 | 1998年12月20日 | ヨシノメモリー     | 牡3  | 荒尾 | 1分38秒5 | 橋本幸次郎 | 佐伯茂樹   |
| 第20回 | 1999年12月19日 | フルミネート       | 牝3  | 荒尾 | 1分40秒2 | 岩本清隆   | 崎谷彦司   |
| 第21回 | 2000年12月24日 | エスパーアラオ     | 牝3  | 荒尾 | 1分39秒8 | 後藤孝鎮   | 幣旗吉昭   |
| 第22回 | 2001年11月20日 | カシノオウサマ     | 牡2  | 佐賀 | 1分40秒7 | 北村欣也   | 山田勇     |
| 第23回 | 2002年11月19日 | タイムオブマネー   | 牝2  | 佐賀 | 1分38秒1 | 鮫島克也   | 手島豊     |
| 第24回 | 2003年11月18日 | ビッグチャンス     | 牡2  | 佐賀 | 2分16秒4 | 安東章     | 土井道隆   |
| 第25回 | 2004年10月31日 | ランアップ         | 牝2  | 佐賀 | 1分38秒9 | 真島正徳   | 真島元徳   |
| 第26回 | 2005年10月26日 | ブルーアラオ       | 牝2  | 荒尾 | 1分39秒5 | 吉田隆二   | 田中隆仁   |
| 第27回 | 2006年10月31日 | フジヤマロマン     | 牝2  | 荒尾 | 1分39秒2 | 村島俊策   | 平山良一   |
| 第28回 | 2007年10月13日 | コトブキムーン     | 牝2  | 荒尾 | 1分40秒4 | 吉留孝司   | 副島義弘   |
| 第29回 | 2008年10月20日 | ギオンゴールド     | 牝2  | 佐賀 | 1分37秒3 | 倉富隆一郎 | 九日俊光   |
| 第30回 | 2009年10月27日 | フレーザーハクユウ | 牝2  | 佐賀 | 1分38秒2 | 山口勲     | 東眞市     |
| 第31回 | 2010年10月22日 | リョウマニッポン   | 牡2  | 佐賀 | 1分39秒4 | 真島正徳   | 九日俊光   |
| 第32回 | 2011年10月28日 | ガルホーム         | 牡2  | 佐賀 | 1分37秒0 | 真島正徳   | 真島元徳   |

- 2000年以前の優勝馬の馬齢は旧表記を用いる。

### 若駒特別からの本競走優勝馬
| 施行日        | 馬名           | 性齢 | 所属 | 着順 |
| ------------- | -------------- | ---- | ---- | ---- |
| 2006年10月3日 | フジヤマロマン | 牝2  | 荒尾 | 1着  |
| 2007年9月26日 | コトブキムーン | 牝2  | 荒尾 | 2着  |

## 本競走からの九州ジュニアチャンピオン優勝馬
| 回数   | 施行日         | 馬名               | 性齢 | 所属 | 着順 |
| ------ | -------------- | ------------------ | ---- | ---- | ---- |
| 第27回 | 2006年10月31日 | ハシリノキョショウ | 牝2  | 佐賀 | 7着  |